# Feminazi

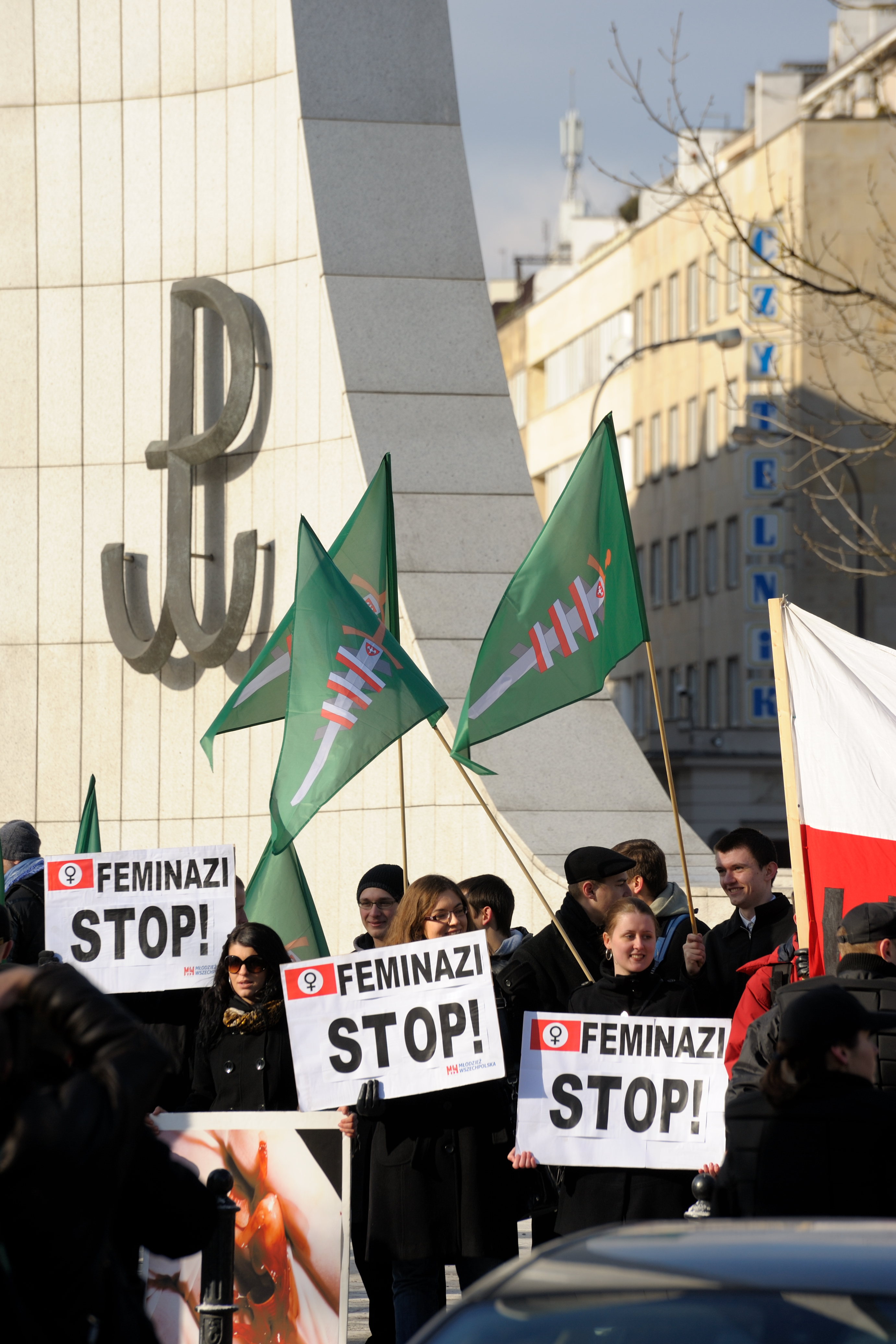
Grupo de direita polonês protesta no Dia Internacional da Mulher (2010), em Varsóvia, portando bandeiras com o símbolo de Vênus no centro de uma bandeira nazista.

Feminazi (palavra-valise: "feminista" e "nazi") é um termo popularizado pelo radialista estadunidense Rush Limbaugh, usado pejorativamente para descrever adeptas do movimento feminista que são classificadas como extremistas ou radicais; argumentando que estas não desejam a igualdade mulher-homem (conforme a militancia feminista dos direitos equânimes).
O uso mais antigo conhecido da palavras data de 1989, foi popularizado pelo talk-show de rádio de Limbaugh no início de 1990.
Segundo algumas feministas, este termo não é aplicável; pois pessoas em uma situação de poder que não identificadas no binário de gênero, não conseguiriam exercer uma opressão igual à do patriarcado.

## Etimologia e uso
É uma junção dos substantivos da militância "Feminismo" com a ideologia totalitária do "nazismo". A versão online do dicionário Merriam-Webster define o termo como utilizado de uma forma "geralmente depreciativa", para descrever "uma militante extrema ou feminista".
Em 1992, no livro The Way Things Ought to Be, Limbaugh creditou seu amigo Tom Hazlett, professor de economia da Universidade da Califórnia em Davis, como o inventor do termo. Também afirma que a palavra refere-se a mulheres não especificadas, cujo objetivo é permitir que seja realizado o maior número de abortos, dizendo em um ponto que havia menos de 25 "verdadeiras feminazistas" nos EUA. Limbaugh usou o termo para se referir a membros do National Center for Women and Policing, a Feminist Majority Foundation, a National Organization for Women e de outras organizações na Marcha pela Vida das Mulheres, uma manifestação pró-escolha.
Em 2004, Limbaugh chamou as ativistas feministas Gloria Steinem, Susan Sarandon, Christine Lahti e Camryn Manheim de "feminazistas famosas".  Em 2005, Limbaugh disse: "Eu não uso esse termo neste programa há anos. Mas ele ainda está por ai, não é? E você sabe por quê? Porque está certo. Porque é preciso." Em outubro de 2015 Limbaugh ainda estava usando a palavra regularmente em seu show.
Outros comentaristas políticos também têm realizado comparações entre a militância feminista e ideologias totalitárias. Em 1994, Camille Paglia descreveu alguns grupos feministas como "Estalinistas" pelo envolvimento no que ela designa como censura e cassação das divergências. Em 1983, um ano antes de Limbaugh estrear como apresentador de um talk-show político, o anarquista Bob Black escreveu um ensaio dizendo: "Feminismo como Fascismo".
Em 2012, Limbaugh culpou, sarcasticamente, "feminazis" como responsáveis de uma tendência ao longo de décadas de encolhimento de pênis.

## Críticas
Algumas feministas defendem que não pode existir um "feminazismo" ou hembrismo, pois as mulheres, ou as pessoas que não se identificam com o binário de gênero (masculino ou feminino), que estão em uma situação de poder, não seriam capazes de exercer uma opressão igual à opressão patriarcal.
Em uma entrevista em 1996, Gloria Steinem criticou o uso do termo feminazi por Limbaugh. De acordo com Steinem, "Hitler subiu ao poder em oposição ao forte movimento feminista na Alemanha, fechando as clínicas de planejamento familiar, e declarando que o aborto é um crime contra o Estado - todos são pontos de vista que se assemelham estreitamente aos de Rush Limbaugh." Em seu livro Outrageous Acts and Everyday Rebellions (português: "Atos revoltantes e rebeliões todos os dias"), Steinem caracterizou o termo como "cruel e anistórico", e detalhou a repressão hitlerista contra os movimentos feministas, observando que muitas feministas de destaque da Alemanha, como Helene Stöcker, Trude Weiss-Rosmarin e Clara Zetkin, foram forçadas a fugir da Alemanha nazista, enquanto que outras foram mortas em campos de concentração.
John K. Wilson, em seu livro The Most Dangerous Man in America: Rush Limbaugh's Assault on Reason (em português: "O mais perigoso homem na América: o assalto de Rush Limbaugh sobre a razão"), cita a definição do termo de Limbaugh, que significa "feministas radicais que objetivam ver que há tantos abortos quanto for possível"; e diz: "por esta definição, literalmente, não existem feminazis."